# Murdi, Yelbarga
Murdi là một làng thuộc tehsil Yelbarga, huyện Koppal, bang Karnataka, Ấn Độ.